# Lagos Rail Mass Transit

Künstlerische Darstellung der Station National Theatre

Lagos Rail Mass Transit (früher: Lagos Light Rail) ist das U-Bahn-System der nigerianischen Stadt Lagos. Es wird von der Lagos Metropolitan Area Transport Authority (LAMATA) verwaltet und soll im Endausbau aus insgesamt sieben Linien bestehen. Die gesamte Infrastruktur und das Rollmaterial sollen durch konzessionierte Unternehmen bereitgestellt werden. Die LAMATA ist Aufsichts- und Planungsbehörde des Systems. Der Betreiber soll ebenso die Bahnstromversorgung sicherstellen.

## Geschichte

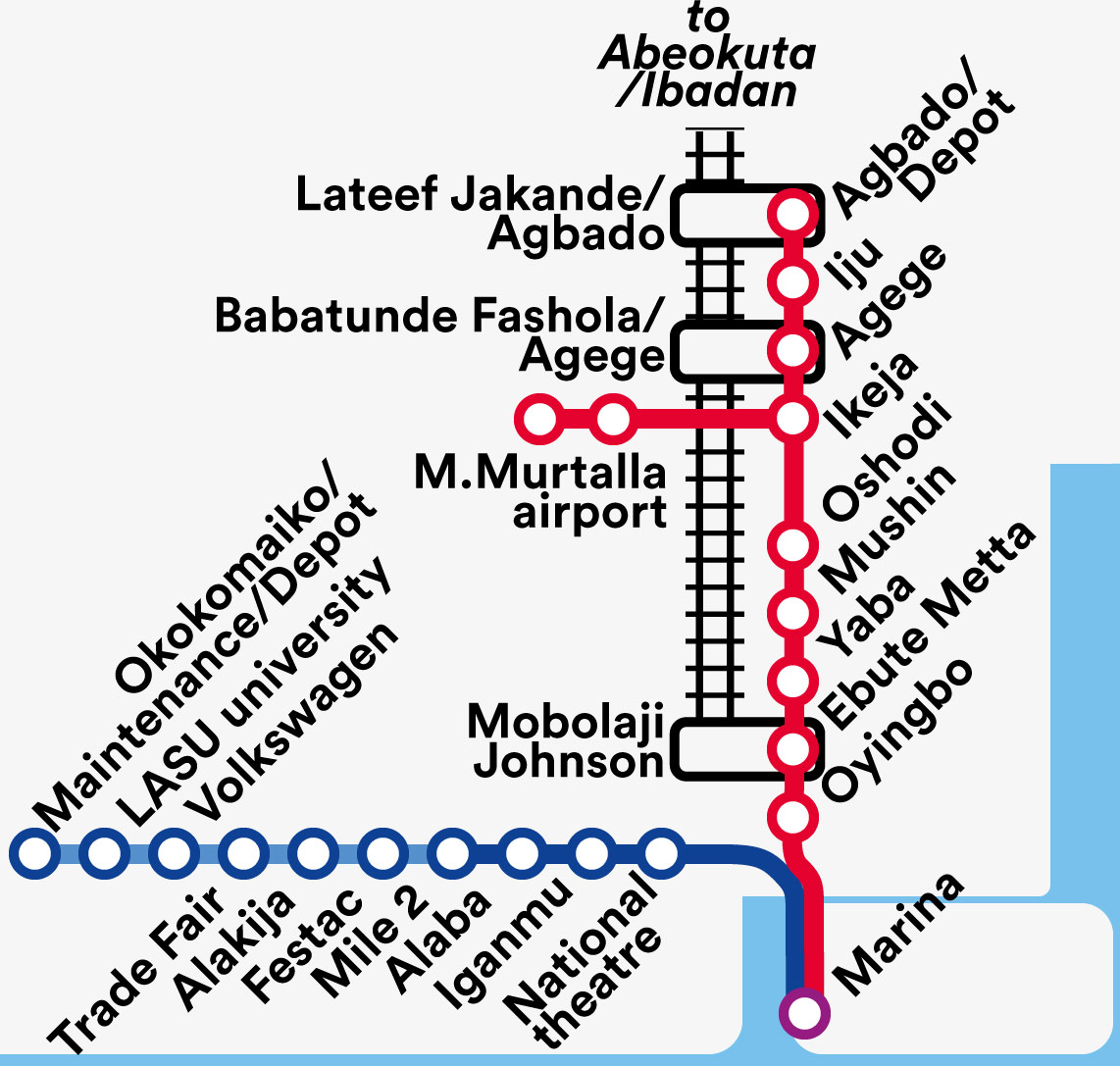
Blaue Linie, rote Linie, Bahnhöfe und Flughafen in Lagos

Die Geschichte des Systems reicht zurück bis in die 1980er Jahre, als Alahji Lateff Jakande während der zweiten Nigerianischen Republik das Lagos-Metroline-Netzwerk vorschlug. Dieses ursprüngliche Metroline-Projekt wurde 1985 von Muhammadu Buhari eingestellt. Es entstand ein Verlust von über 78 Millionen US-Dollar. Die Idee eines schienengebundenen Nahverkehrsvermittels wurde in den frühen 2000er Jahren vom Gouverneur des Bundesstaates Lagos, Bola Tinubu, wiederbelebt. Der offizielle Projektstart war im Dezember 2003. Dieser ursprünglich 135 Millionen Euro teure Vorschlag war Teil eines größeren städtischen Verkehrsprogramms, das von der neu errichteten Lagos Metropolitan Area Transport Authority (LAMATA) betreut werden sollte. Diese Behörde konzentrierte sich anfangs auf die Entwicklung eines Bus-Rapid-Transit-Systems, das von Mile 2 bis Lagos Island reichen sollte. Im Jahr 2008 ging die LAMATA die Entwicklung des Schienenprojekts an. Man konzentrierte sich dabei zunächst auf die beiden Linien Rot und Blau. Die Inbetriebnahme des Schienensystems wurde im August 2018 für das Jahr 2022 angekündigt.
Der ersten Abschnitt der Blauen Linie von der Stadtmitte (Station Marina) bis nach Mile 2 wurde am 4. September 2023 nach einem ausgedehnten Probebetrieb für den Fahrgastverkehr eröffnet. Am 13. Oktober desselben Jahres wurde der elektrische Betrieb auf der Strecke aufgenommen und die Anzahl der täglichen Fahrten von sechs auf 54 erhöht. Betreiber LAMATA spricht in diesem Zusammenhang von der „Blue Line 2.0“. Die Blaue Linie wird, anders als die S-Bahn der Hauptstadt Abuja, von den Einwohnern intensiv benutzt und ist in kurzer Zeit zu einem Stolz der Lagosianer geworden. Mitreisende, die ihren Abfall in einem Abteil auf den Boden werfen, werden von ihren Mitreisenden mitunter unsanft und lautstark korrigiert.
Anfang 2024 wurde bekannt, dass das System in den ersten vier Monaten 583.000 Passagiere transportiert hat. Sie wäre damit der größte innerstädtische Schienendienstleister Afrikas.
Am 14. Februar 2024 verkündigte Gouverneur Sanwo-Olu, dass die Rote Linie zwischen Agbado und Oyingbo am 29. Februar 2024 im Beisein des nigerianischen Präsidenten Tinubu eingeweiht würde.

## Okokomaiko-Marina-Linie/Blaue Linie

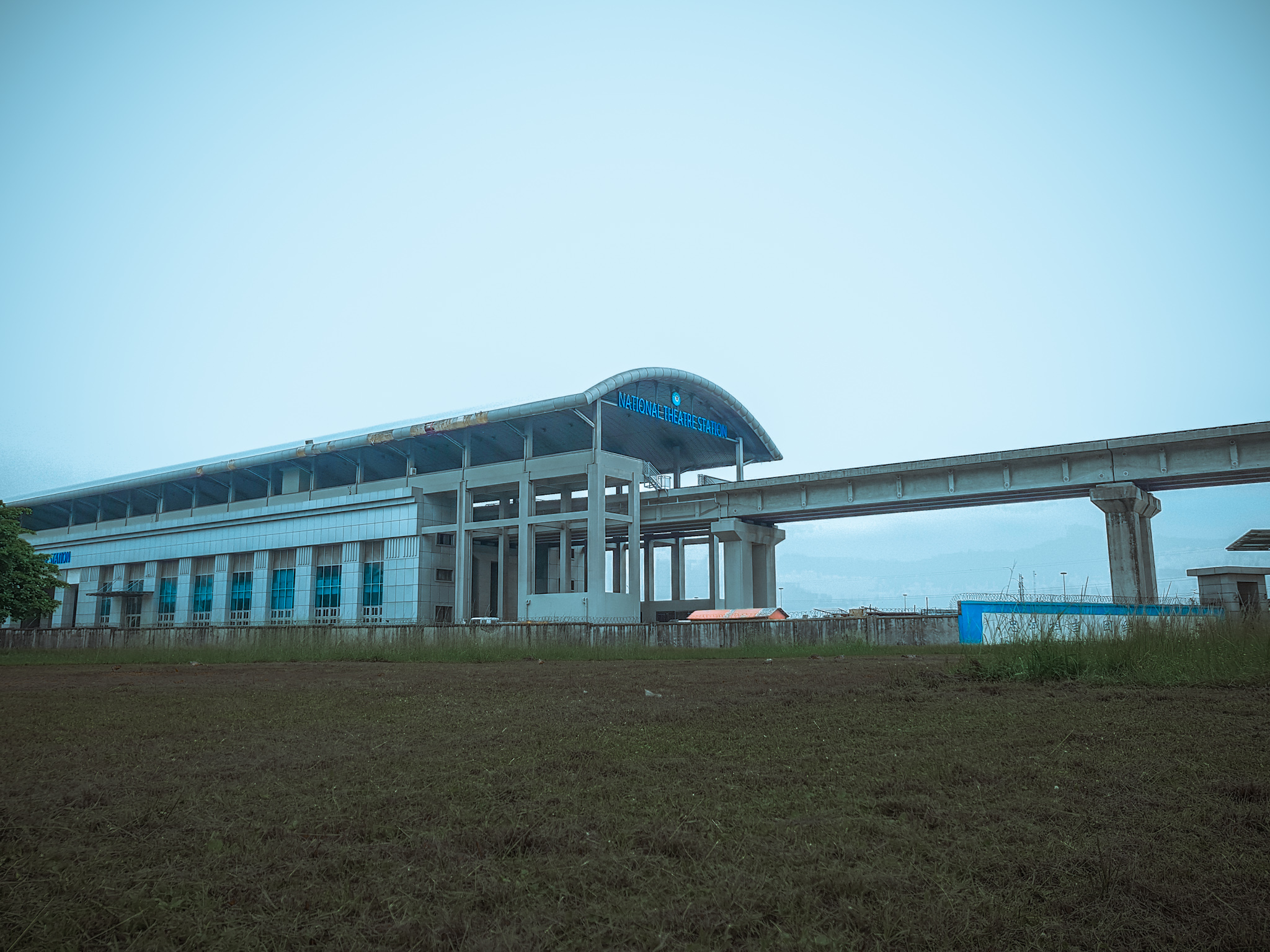
Station National Theatre während der Bauphase

Die Regierung des Bundesstaates Lagos bewilligte im April 2008 70 Mrd. Naira für die Errichtung der Okokomaiko-Iddo-Marina Line, die ursprünglich 2011 fertiggestellt werden sollte. Nach dem Hinzuziehen von CPCS Transcom Limited, einer kanadischen Beratungsfirma für Infrastruktur aus Ottawa, im Januar 2010, wurde das Fertigstellungsdatum auf 2015 verschoben. Die Baufirma China Civil Engineering Construction Corporation wurde mit dem Bau der Linie beauftragt.
Die Eröffnung des ersten Abschnitts wurde zunächst für das letzte Quartal 2022 angekündigt. Im Januar 2022 standen bereits die meisten Pfeiler, die Querstreben wurden verlegt und bei den meisten Halten hatte man das erste Stockwerk bereits erreicht. Nach einem geschlossenen Testbetrieb im ersten Halbjahr 2023 fand die Eröffnung des ersten Abschnitts schließlich am 4. September 2023 statt. Nachdem nach der Eröffnung ein verdünnter Fahrplan angewendet wurde, bei denen die Triebzüge von Diesellokomotiven gezogen wurden, wurde am 16. Oktober 2023 der elektrische Betrieb mit einem verdichteten Fahrplan aufgenommen.
Der erste Abschnitt verläuft von Mile 2 im Stadtteil Amuwo-Odofin nach Marina auf Lagos Island. Dabei wird von Mile 2 kommend der Mittelstreifen des ausgebauten Badagry Expressway genutzt. Nach der Station Iganmu wird sie als Hochbahn auf der südlichen Seite der Schnellstraße über die Kreuzung Eric Moore Road geführt. Im weiteren Verlauf führt die Linie südlich des Nationaltheaters nach Iddo. Von dort geht es weiter nach Lagos Island, wo die Linie in Marina endet.
Im Endausbau soll die Linie 27,5 km lang sein und von Okokomaiko in Ojo nach Marina verlaufen. Insgesamt werden 13 Haltestellen eingerichtet. Die Gesamtfahrzeit soll 35 Minuten betragen. Die Linie wird als elektrisch betriebes Schienenmassentransportmittel errichtet. Der größte Teil der Strecke wird oberirdisch von Ost nach West verlaufen. Der noch zu errichtende Teil der Strecke zwischen der Igbo-Elerin Road in Okokomaiko und Mile 2 wird ebenfalls im Mittelstreifen des Badagry Expressway verlaufen. Das Betriebswerk der Strecke wird in Okokomaiko eingerichtet. Dieses wird mit einer Betriebsstrecke mit der Blauen Linie verbunden.
Die gesamte Linie wird über einen vollständig separaten Gleiskörper verfügen und nur höhenfreie Kreuzungen aufweisen. Die gesamte Linie wird aus dem Staatshaushalt des Bundesstaates Lagos finanziert.

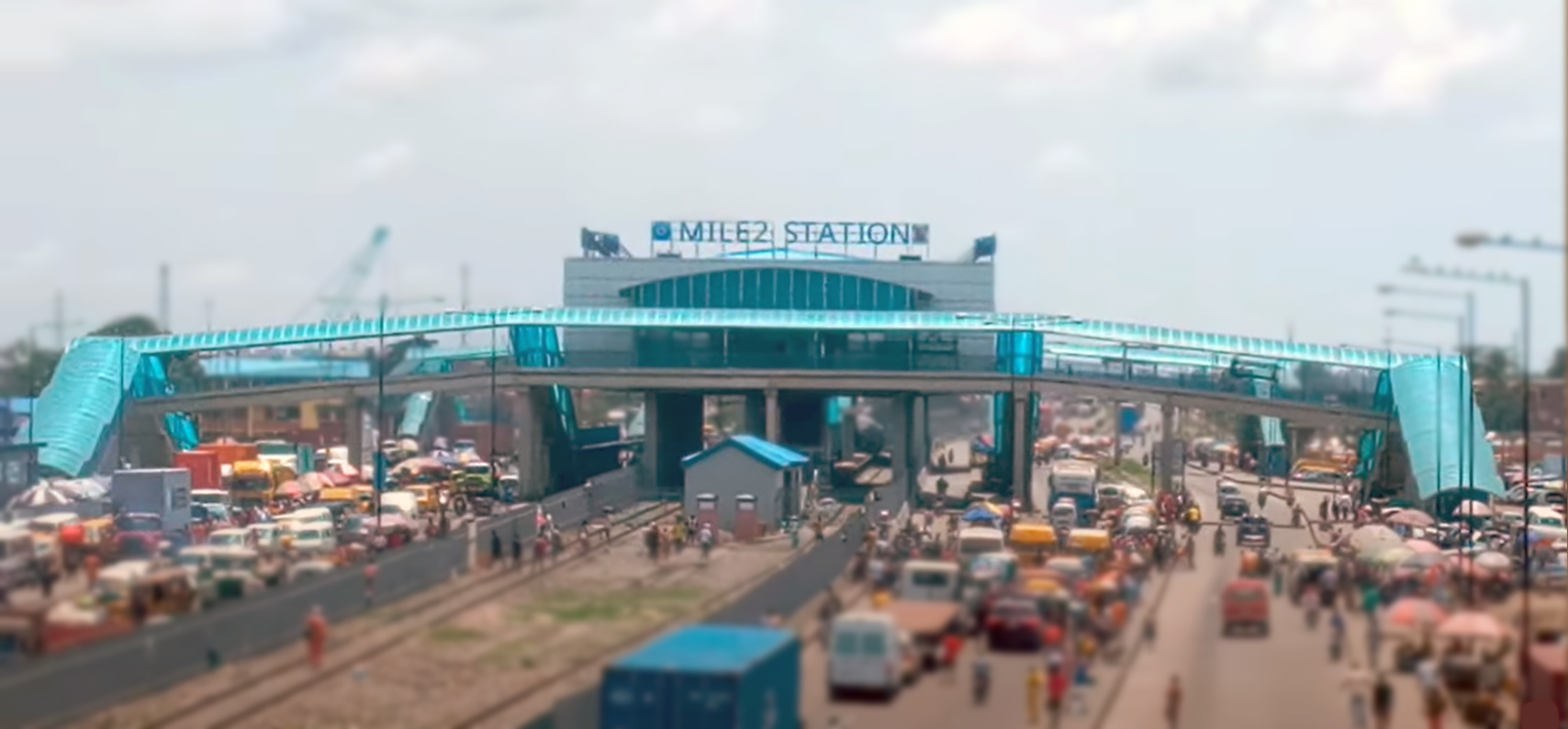
Station Mile 2

Fertig gestellte Stationen der Blauen Linie
- Marina (gemeinsamer Halt mit der Roten Linie)
- Ebute Ero (gemeinsamer Halt mit der Roten Linie)
- Iddo (gemeinsamer Halt mit der Roten Linie)
- National Theatre
- Iganmu
- Alaba
- Mile 2

Geplante Stationen der Blauen Linie
- Festac
- Alakija
- Trade Fair
- Volkswagen
- LASU
- Okokomaiko

## Agbado-Marina-Linie/Rote Linie
Die zweite Linie wird von Marina nach Agbado verlaufen. Sie wird dabei auf der östlichen Hälfte des 30 Meter breiten Korridors der Nigerian Railway Corporation (NRC) geführt, auf der 2021 eine zweigleisige Normalspurstrecke der NRC in Betrieb genommen. Um den vollen Korridor von 30 m nutzen zu können, mussten jedoch zuerst eine große Anzahl von Menschen umgesiedelt werden, die im Bereich des Korridors Geschäfte betrieben und zum Teil auch wohnten. Im Korridor mussten außerdem die Entwässerung und der Bahnkörper erneuert werden. Ein großer Teil der Haltestellen musste neu gebaut werden, da die aktuellen Bahnhöfe für die Light Rail ungeeignet waren.
Im Bau befindliche Halte der Roten Linien
- Agbado (auch Depot)
- Iju
- Agege (Umstieg zum Zug nach Ibadan möglich)
- Ikeja
- Oshodi (einschließlich Passagierbrücke zum Busterminal)
- Mushin
- Yaba
- Ebute Metta
- Oyingbo
- Iddo (Phase II, gemeinsamer Halt mit Linie Blau)
- Ebute Ero (Phase II, gemeinsamer Halt mit Linie Blau)
- Marina (Phase II, gemeinsamer Halt mit Linie Blau)

## Züge

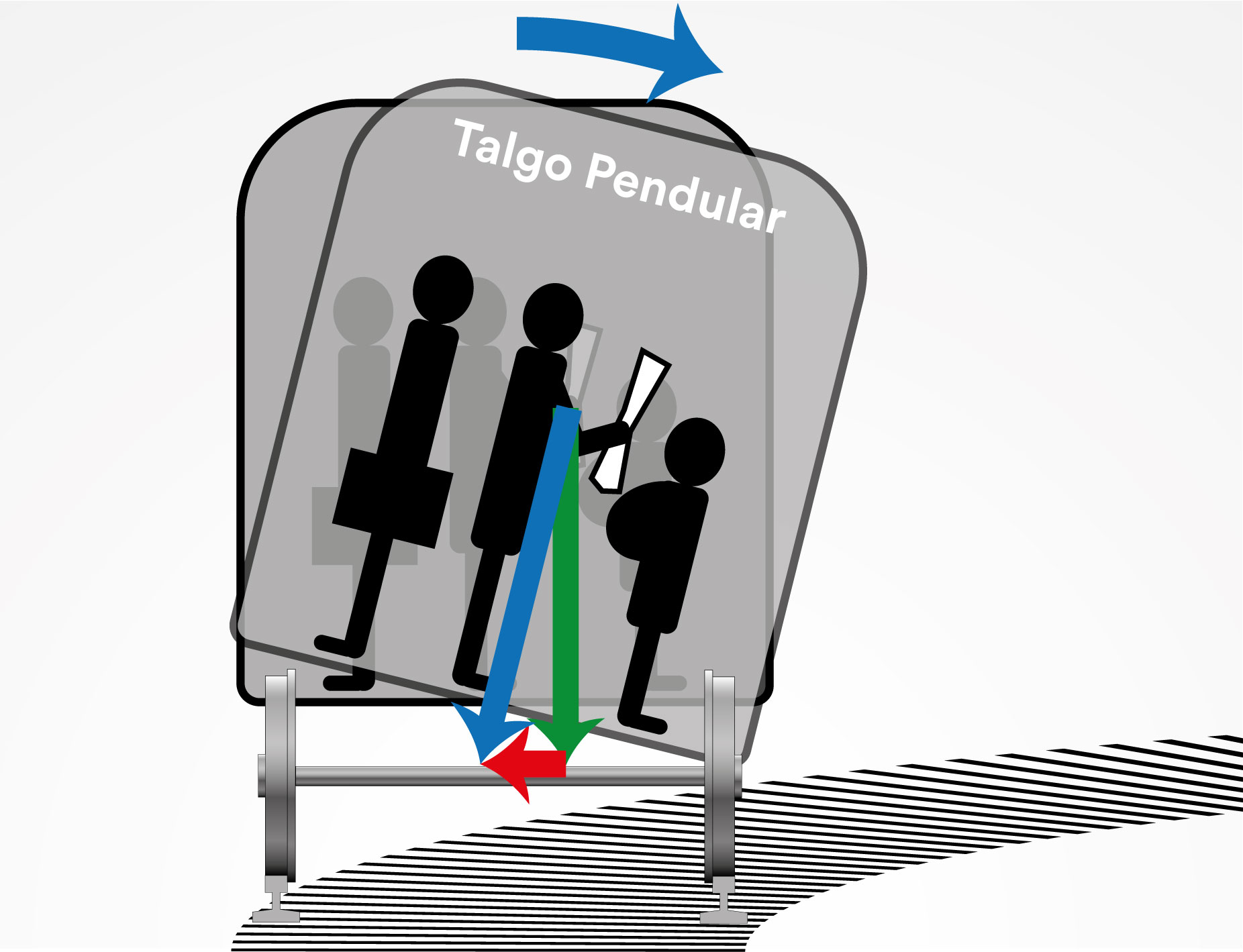
Funktionsweise des Pendular, grün: Gravitationskraft, rot: Zentrifugalkraft, blau: resultierende Kraft

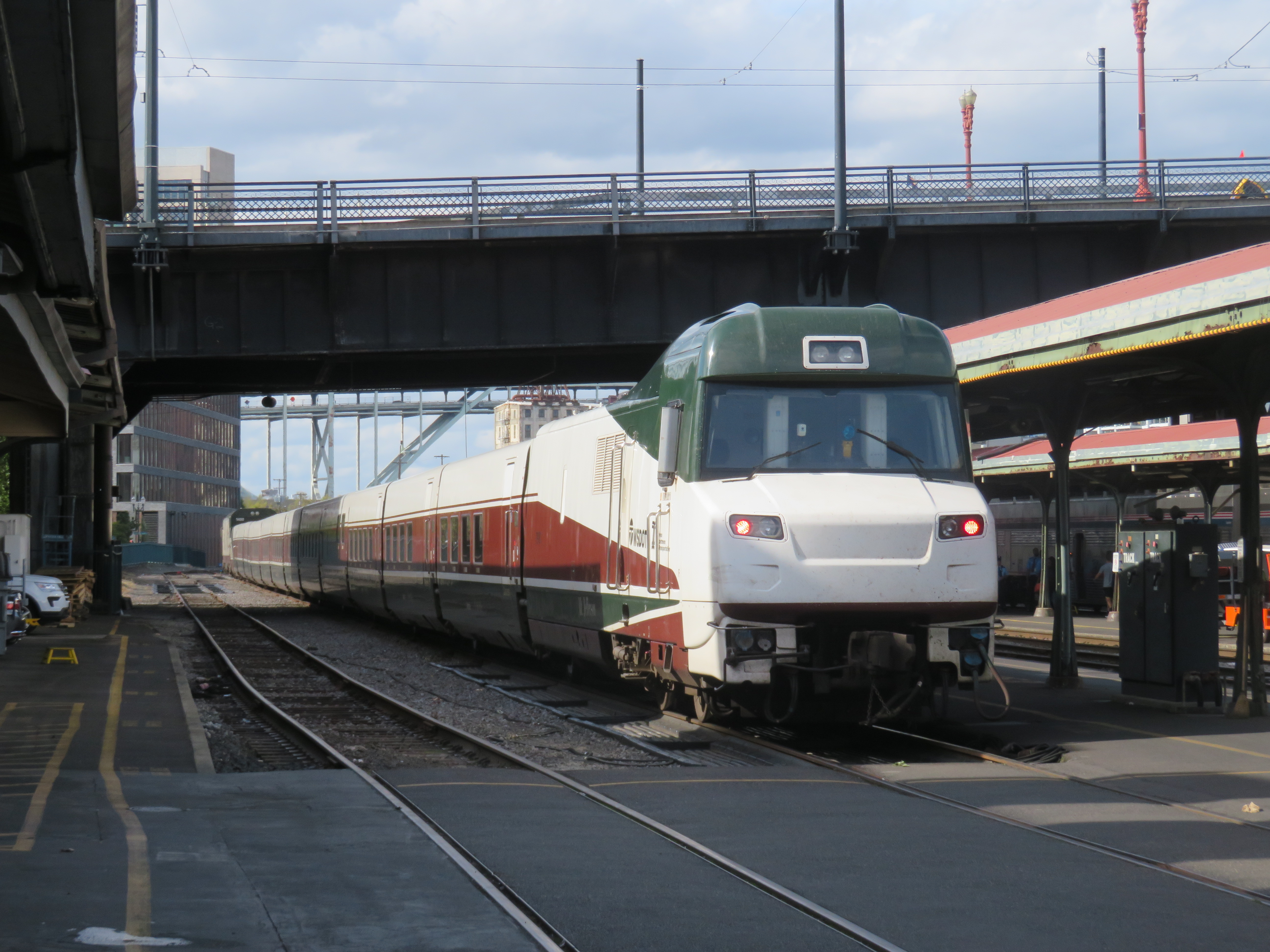
Talgo VIII

Am 19. Januar 2022 erwarb die Landesregierung von Lagos für die Rote Linie zwei Züge des Modells VIII des spanischen Herstellers Talgo Inc. mit jeweils 10 Abteilen. Die Einheiten waren ursprünglich für den Schnellzugverkehr zwischen Madison und Milwaukee in den Vereinigten Staaten gebaut worden, wurden jedoch unter Gouverneur Scott Walker (Wisconsin, R) abbestellt.
Die Fahrzeuge nutzen die Pendularv-Technik von Talgo, bei der die Wagen in Kurvenlagen aus der Gleisachse ausschwingen, was zu geringeren Einwirkungen der Zentrifugalkräften auf die Fahrgäste und hierdurch zu einem höheren Komfort für die Fahrgäste bei Fahrt über kurvenreiche Strecken führt. Das „Schräglegen“ des Abteils erfolgt passiv, d. h. es geschieht ausschließlich durch die resultierende Kraft, ohne Elektronik, Sensoren oder Motoren.
Im Jahr 2023 wurden außerdem für den Einsatz auf der roten Linie aus Großbritannien 11 Triebköpfe und 11 Mittelwagen des High Speed Train gebraucht übernommen, wobei zwei Garnituren eingesetzt werden. Zusätzlich werden die Triebköpfe vor den Talgo-Garnituren eingesetzt.
Für die blaue Linie waren ursprünglich 255 Wagen der Baureihe H5 vorgesehen, die im Jahr 2011 gebaucht von der Toronto Transit Commission übernommen wurden und zuvor in der U-Bahn Toronto in Einsatz waren, wobei für den Betrieb 72 Wagen erforderlich gewesen wären. Es war angedacht, die übernommenen Züge vor den Transport nach Lagos in den USA zu modernisieren sowie den technischen Parametern der blauen Linie anzupassen. Die entsprechende Vereinbarung wurde im Jahr 2013 aufgehoben, sodass im Januar 2015 stattdessen bei CRRC Dalian zunächst 15 vierteilige Züge mit einer Option auf 14 weitere Züge bestellt wurden. Die Züge wurden mit Eröffnung der Blauen Linie im September 2023 in Betrieb genommen.